# Контратипування
Контратипування — процес виготовлення дублікатів безпосередньо з оригінальних зображень без проміжних технологічних операцій, тобто коли з негатива отримують негатив, а з позитива — позитив.

## Сфера застосування
Застосовується при розмноженні фотоформ, виготовленні слайдів-дублікатів і для підвищення контрасту зображення і різкості штрихових (зокрема мікрошрифтових — растрових) елементів.